# Рупосово
Рупо́сово (рос. Рупосово) — село (колишнє селище) у складі Цілинного району Алтайського краю, Росія. Входить до складу Дружбинської сільської ради.

## Населення
Населення — 6 осіб (2010; 52 у 2002).
Національний склад (станом на 2002 рік):
- росіяни — 81 %